# Sejlere
Sejlere (Apodiformes) er en orden af fugle, der består af fire familier med i alt cirka 460 arter. Familien kolibrier er kun udbredt i Amerika, mens de tre øvrige familier findes i alle verdensdele. Alle arter er tilpasset et liv i luften. Vingerne er smalle og sabelformede med meget lange håndsvingfjer. Overarmen og armsvingfjerene er korte. Der findes ti halefjer.

## Familier
- Uglesvaler (10 arter)
- Træsejlere (4 arter)
- Egentlige sejlere (106 arter)
- Kolibrier (339 arter)

Nogle autoriteter henfører uglesvalerne til ordenen natravnfugle, men de nyeste fylogenetiske undersøgelser tyder på, at de er nærmere beslægtet kolibrier og sejlere.

## Billeder
|                                                |
| En træsejler (Hemiprocne comata) fra Malaysia. |

|                                                     |
| En malajsalangan (Aerodramus maximus) fra Singapore |